# آبادو
آبادو (به فرانسوی: Abadou) در مراکش با جمعیت ۹٬۹۰۵ نفر است که در مراکش تانسیفت الحوز واقع شده‌است.